# Mount Baker Wilderness

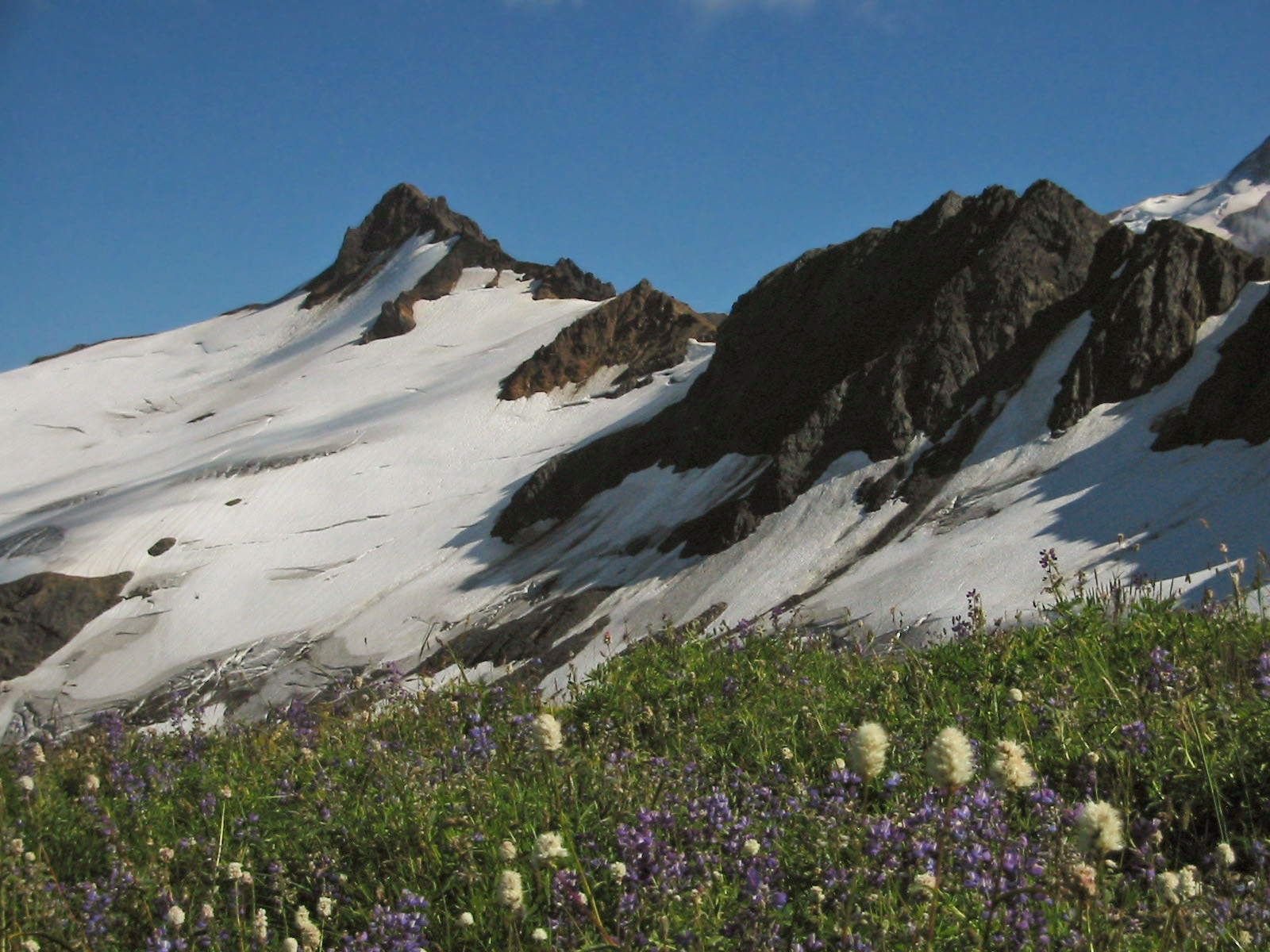
Knöterich- und Lupinenblüten am Cougar Divide mit dem Hadley Peak im Hintergrund

Die Mount Baker Wilderness ist ein etwa 485 Quadratkilometer großes Wildnisgebiet innerhalb des Mount Baker-Snoqualmie National Forest im westlichen Kaskadengebirge im nördlichen US-Bundesstaat Washington. Seine östliche Grenze ist über 65 Kilometer hinweg mit der Westgrenze der Stephen Mather Wilderness un des North Cascades National Park identisch. Das Wildnisgebiet erstreckt sich von der Washington State Route 20 nordwärts bis zur Grenze zwischen Kanada und den Vereinigten Staaten. Im Westen wird es von den Ausläufern der Kaskadenkette im Übergang zum Tiefland am Puget Sound begrenzt. Die nächstgelegene Stadt ist Bellingham.
Vollständig im Whatcom County gelegen, erstreckt sich das Wildnisgebiet an den Westhängen der Kaskadenkette. Die drei Arme des Nooksack River und der Baker River sind die Hauptabflüsse.

## Ökologie
Die Vegetation ist typisch für die Westhänge des Kaskadengebirges und umfasst unter anderem Riesen-Lebensbäume, Küsten-Douglasien, Edel-Tannen, Purpur-Tannen, Felsengebirgs-Tannen, Westamerikanische Hemlocktannen und Berg-Hemlocktannen sowie in höheren Lagen alpine Matten. An Tieren finden sich Schneeziegen und Eisgraue Murmeltiere.

## Geologie
Auf den Bergen und höheren Kämmen dehnen sich bedeutende Flächen von Fels und permanenten Gletschern über vierzig Quadratkilometer aus.
Das Gelände ist zerklüftet mit steilen Hängen und einer Vielzahl von Bergkämmen, die durch permanente oder temporäre Abflüsse unterteilt sind. Mount Baker (10.420 ft (3.176 m) – 48° 47′ N, 121° 49′ W), ein aktiver Vulkan, ist eine der hervorstechendsten Besonderheiten des Gebietes. Der Berg zeigt periodisch thermale Aktivität. Als nördlichster Vulkan in Washington erreicht er 3.285 Meter Höhe. Weitere hohe Berge sind:
- Twin Sisters Mountain, North Twin (6.650 ft (2.027 m)) – 48° 43′ N, 122° 0′ W[4]
- Twin Sisters Mountain, South Twin (6.965 ft (2.123 m)) – 48° 42′ N, 121° 59′ W[5]
- Tomyhoi Peak (7.293 ft (2.223 m)) – 48° 58′ N, 121° 43′ W[6]
- American Border Peak (7.992 ft (2.436 m)) – 49° 0′ N, 121° 40′ W[7]
- Mount Larrabee (früher: Red Mountain) (7.821 ft (2.384 m)) – 48° 59′ N, 121° 39′ W[8]
- Goat Mountain (6.811 ft (2.076 m)) – 48° 55′ N, 121° 35′ W[9]
- Mount Sefrit (7.165 ft (2.184 m)) – 48° 53′ N, 121° 36′ W[10]
- Ruth Mountain (7.103 ft (2.165 m)) – 48° 52′ N, 121° 32′ W[11]
- Hadley Peak (7.470 ft (2.277 m)) – 48° 49′ N, 121° 49′ W[12]

Das Wildnisgebiet befindet sich vollständig im Mount Baker-Snoqualmie National Forest und in Nachbarschaft zum Mount Baker National Recreation Area.